# Sudbury (Suffolk)
Pour les articles homonymes, voir Sudbury.
Sudbury est une ville située dans le district de Babergh dans le comté de Suffolk en Angleterre (Royaume-Uni).

## Description
Centre de tissage de la soie et ville commerçante peut s'enorguellir de ses trois monumentales églises de style gothique perpendiculaire : St Gregory's (St-Grégoire), St Peter's (St-Pierre) et All Saints (Tous-les-Saints).

## Histoire de l'art
Le célèbre peintre Thomas Gainsborough est né en 1727 à Sudbury, cinquième fils, d'un instituteur en relation avec le commerce de la laine. À treize ans, il impressionne si bien son père par ses talents de dessinateur, qu’il peut partir à Londres pour étudier l'art en 1740.
Il revient en 1748-1749, et concentre alors son activité sur les portraits. Il peint alors Mr and Mrs Andrews, vers 1750, peu après le mariage entre Robert Andrews des Auberies et de Frances Carter de Ballingdon House, près de Sudbury, en novembre.
Au printemps 1759, il fait le portrait de sa nièce Susanna Gardiner. La mère de Susanna, Susan, était l’une de ses sœurs, menuisière à Sudbury. Le portrait était peut-être destiné à être un cadeau avant son départ à Bath.
Aujourd'hui, la maison de Gainsborough à Sudbury est un musée.

Gainsborough
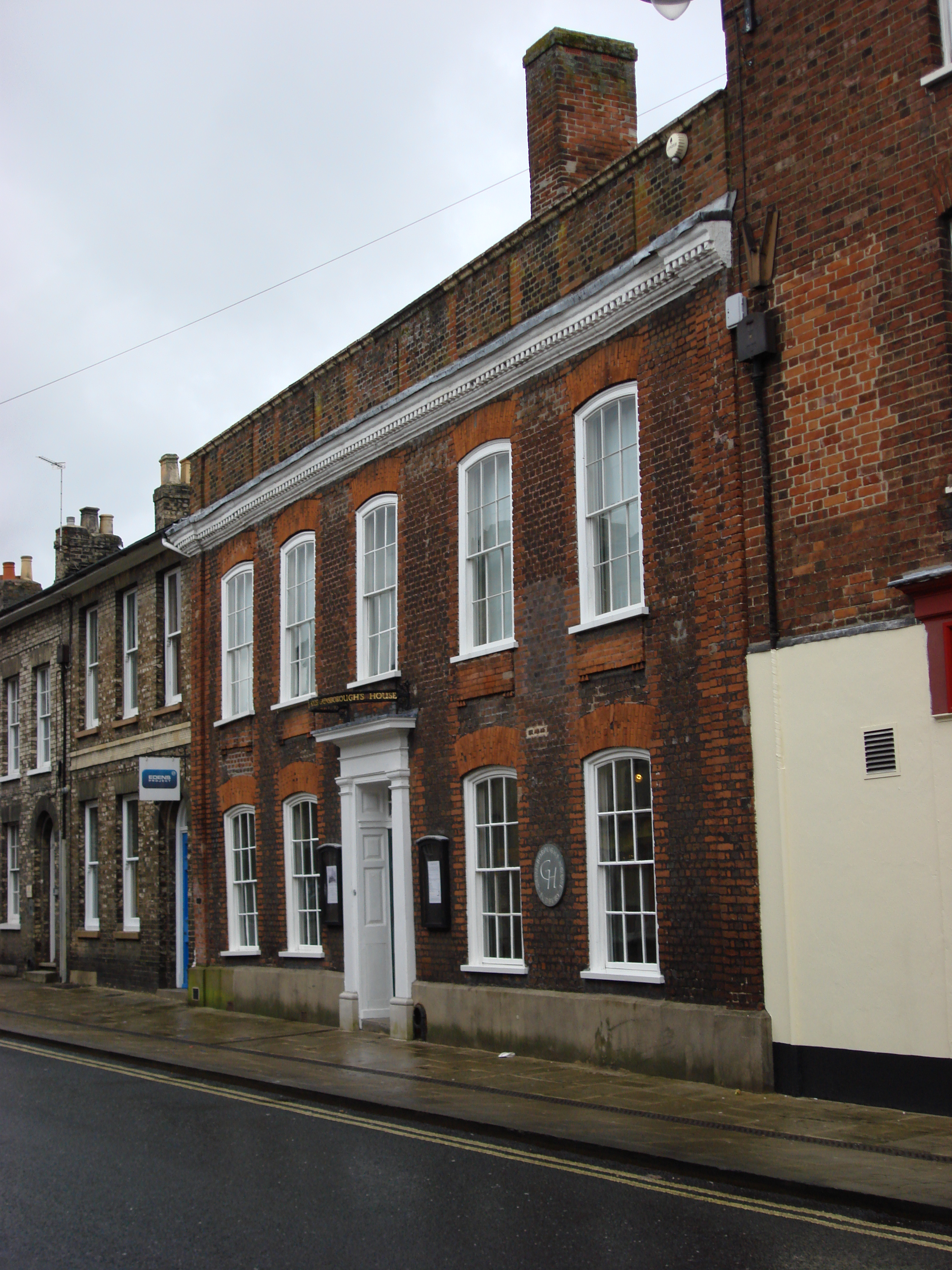
La Maison de Gainsborough.
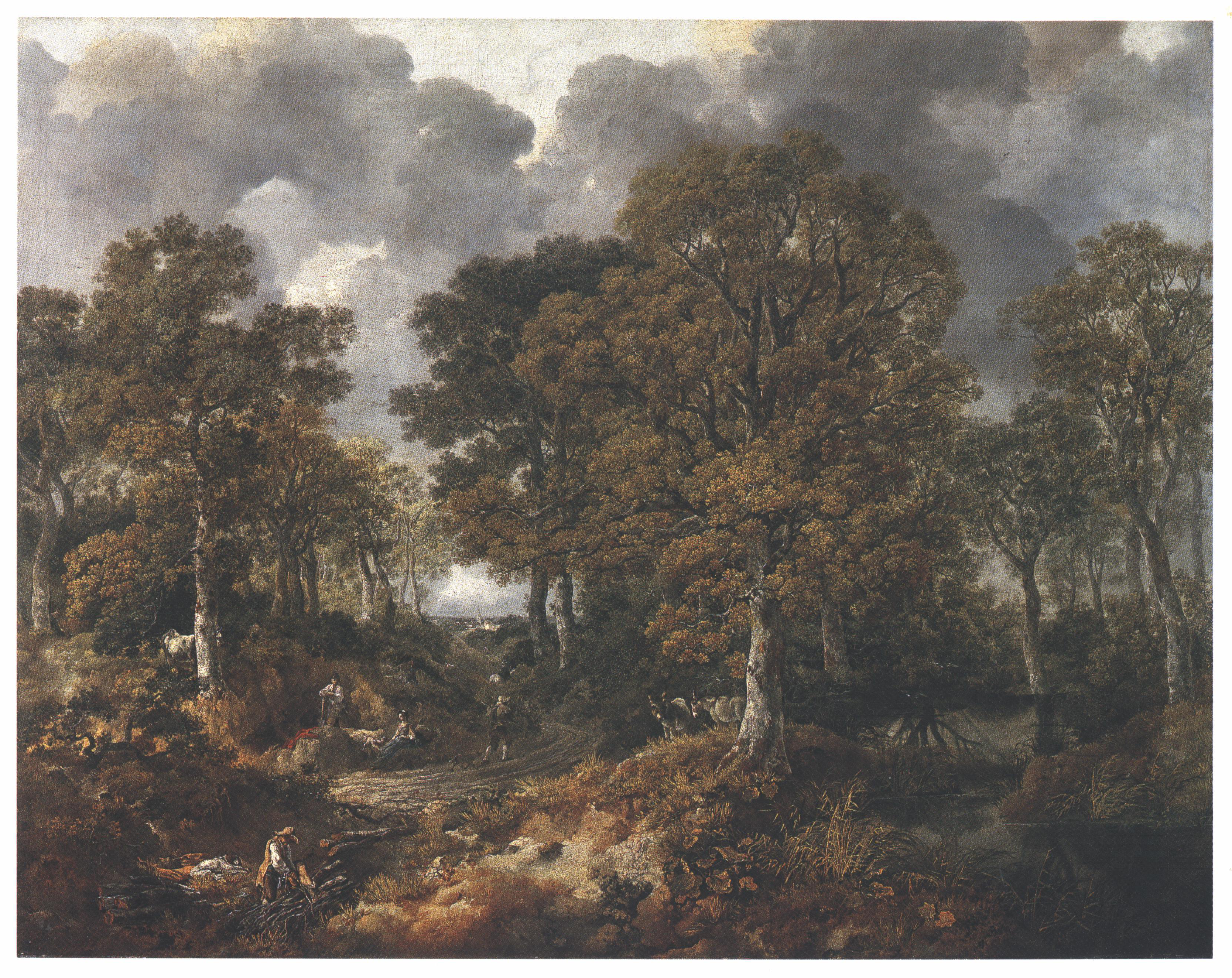
Cornard wood près de Sudbury, 1748 (National Gallery, Londres).
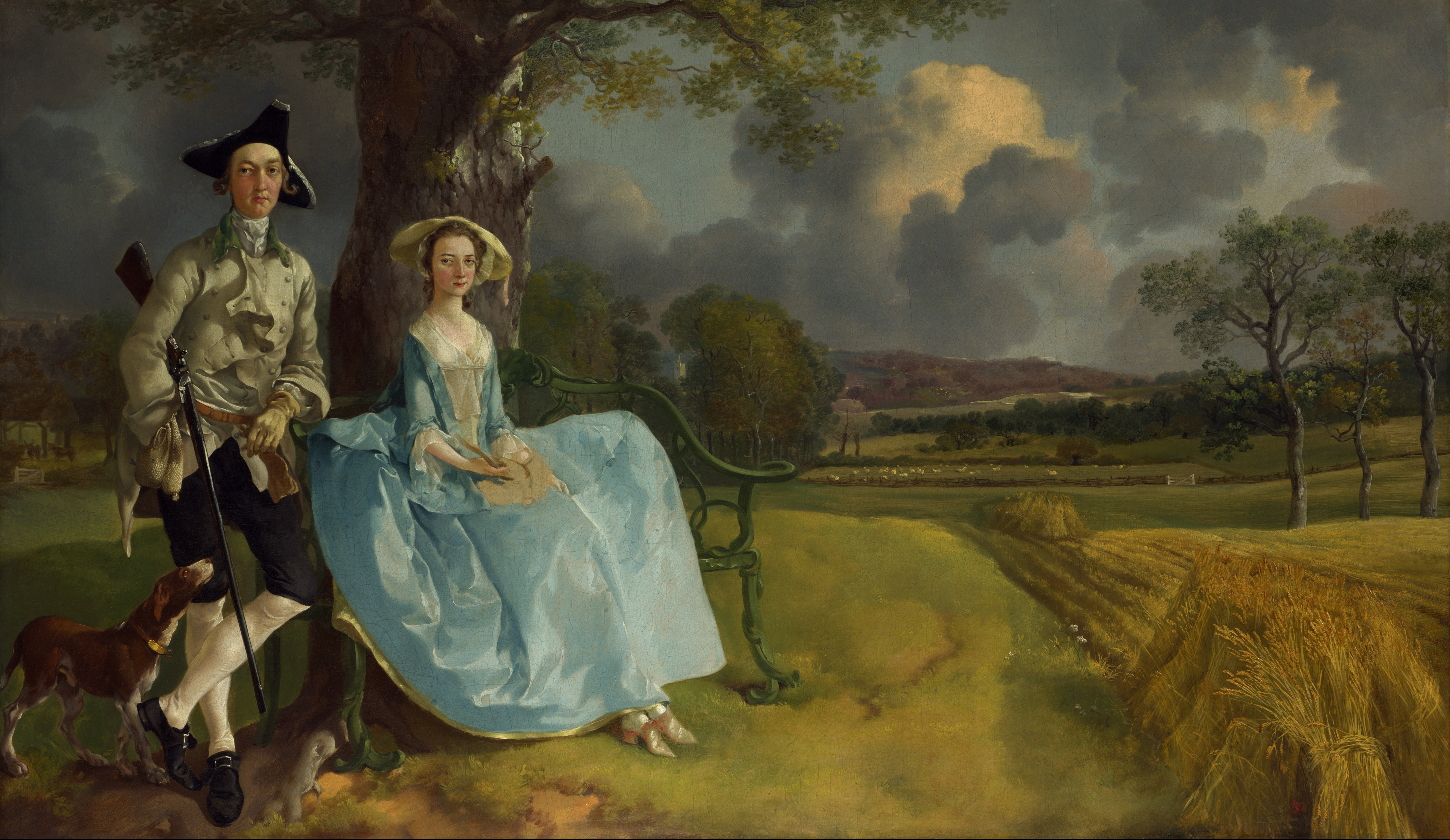
Mr and Mrs Andrews, vers 1750 (National Gallery, Londres).
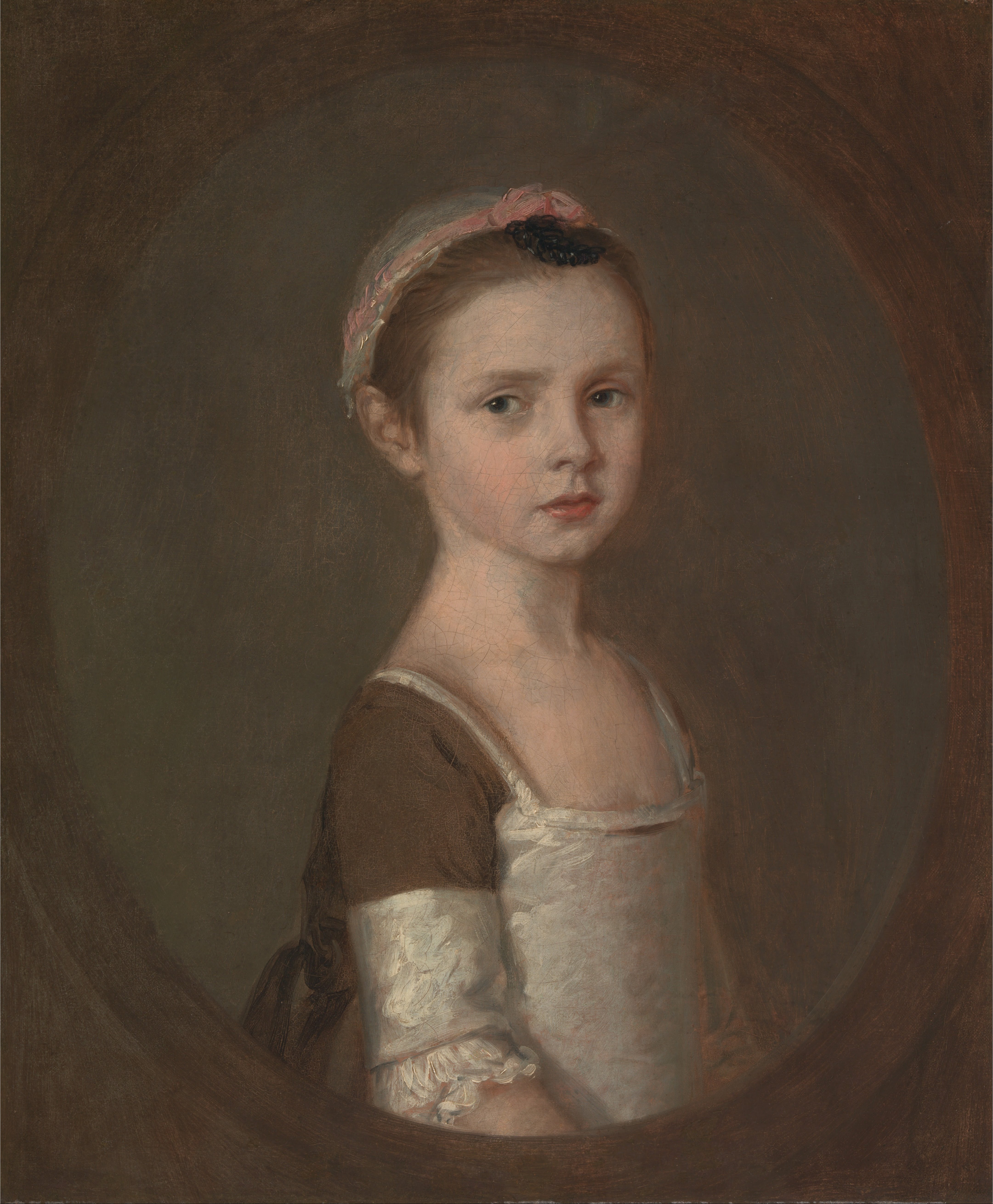
Miss Susanna Gardiner (1752-1818) (Centre d'art britannique de Yale, New Haven).

## Jumelages
La ville de Sudbury est jumelée avec :
- Höxter (Allemagne) depuis 1980
- Clermont (France) depuis 1985
- Fredensborg (Danemark) depuis 2007.